# Simon Johannin
Simon Johannin (Mazamet, 1993) is een Frans schrijver.

## Biografie
Simon Johannin groeide op in de bergachtige Zuid-Franse streek van de Montagne Noire, in het departement Hérault. Uit die plattelandsomgeving putte hij de inspiratie voor zijn debuutroman, L'été des charognes. Na filmstudies in Montpellier, die hij voortijdig afbrak, volgde hij tussen 2013 en 2016 onderwijs in Brussel aan de kunstschool La Cambre.
Behalve schrijver is Simon Johannin ook fotomodel.
Simon Johannin woont in Ivry.

## Oeuvre
L'Été des charognes verschijnt in 2017 bij uitgeverij Allia. In deze Coming of age-roman, geschreven toen hij 23 was, schetst Johannin de rauwe tienertijd van enkele plattelandsjongeren, hun jeugd op een afgelegen Zuid-Franse berg, omringd door armoede en alcohol, vuil en verveling, de dood van dieren en mensen. De tekst is deels geïnspireerd op foto's van Simons echtgenote Capucine Johannin.
De Nederlandse vertaling, De zomer van het aas, verschijnt in 2019 bij de Belgische uitgeverij Borgerhoff & Lamberigts, in een vertaling van Rokus Hofstede.
In 2019 verschijnt een tweede roman, Nino dans la nuit, ditmaal gezamenlijk geschreven door het duo Simon en Capucine Johannin. Deze roman beschrijft de economische overlevingsstrijd van een jongeman in Parijs, zijn uitbundige, door drugsgebruik gevoede uitgaansleven, en zijn liefde voor een jonge vrouw. 
In 2020 publiceert Johannin Nous sommes maintenant nos êtres chers, zijn eerste poëziebundel. 

## Onderscheidingen
L'Été des charognes werd in 2017 bekroond met de Prix littéraire de la vocation (ex aequo met Mise en pièces van Nina Leger), een prijs voor een beloftevolle debutant, die eerder al was toegekend aan Amélie Nothomb en Jean-Philippe Toussaint. 
Nino dans la nuit stond in 2019 op de shortlist van de prix de Flore, en werd genomineerd voor de prix du Livre Inter.

## Verwijzingen
1. ↑  https://borgerhoff-lamberigts.be/boeken/de-zomer-van-het-aas
2. ↑  https://www.actualitte.com/article/culture-arts-lettres/le-prix-de-flore-a-desormais-sa-deuxieme-selection/97279
3. ↑  https://www.franceinter.fr/culture/c-est-une-jeunesse-qui-est-un-peu-abimee-capucine-et-simon-johannin-en-lice-pour-le-prix-du-livre-inter